# Армиа, Йоэль
Йоэль Армиа (фин. Joel Armia; род. 31 мая 1993, Пори, Финляндия) — финский профессиональный хоккеист, выступающий за клуб «Лос-Анджелес Кингз» Национальной хоккейной лиги (НХЛ). Начал профессиональную карьеру в родной Финляндии, в команде «Эссят» Финской хоккейной лиги. Был выбран под общим 16-м номером в драфте НХЛ 2011 года клубом «Баффало Сейбрз». Чемпион мира 2022 года.

## Игровая карьера

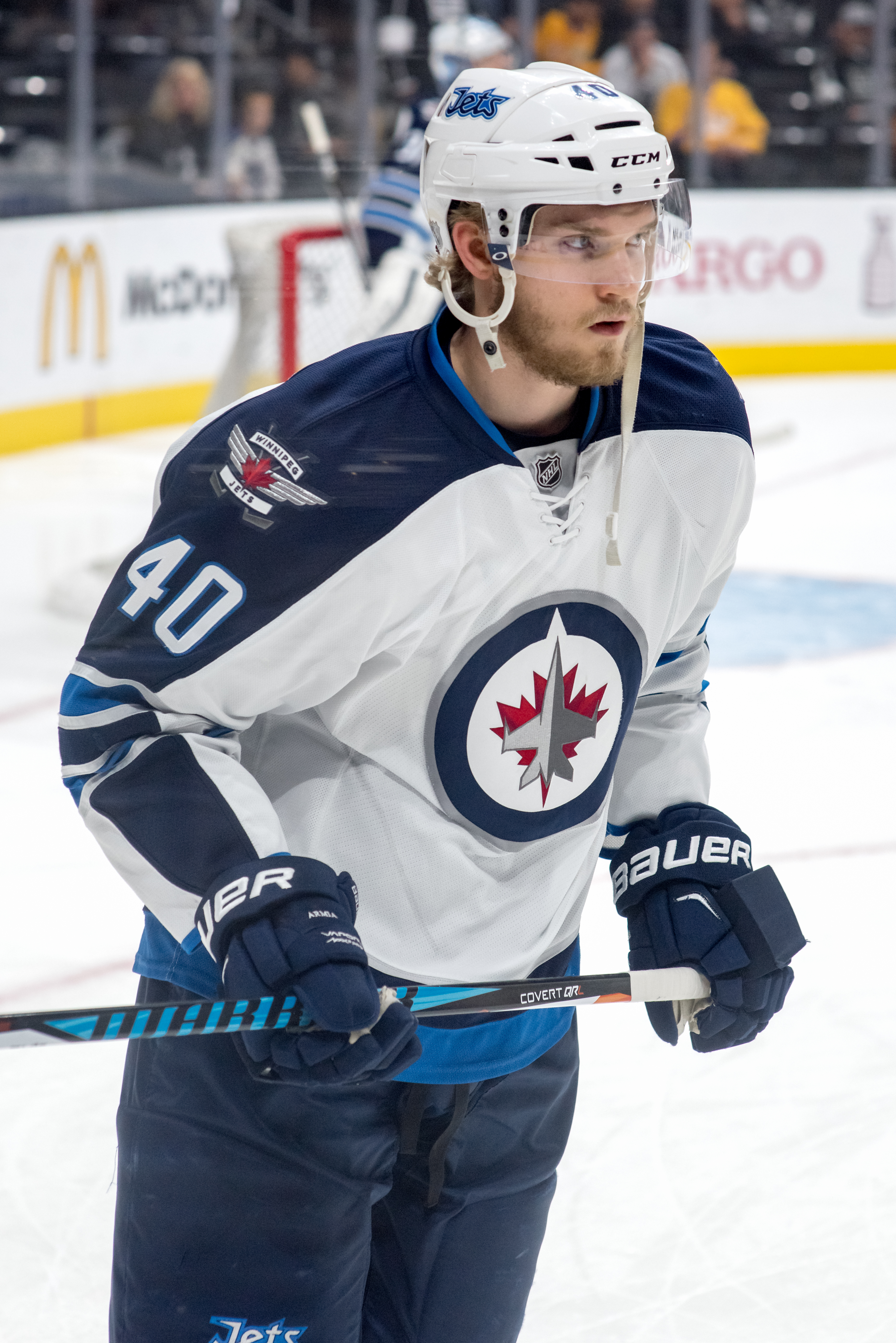
2016 год

Армиа провёл три года в Финляндии, играя за «Эссят». За это время он добился результата в 55 голов и 45 передач (100 очков), получив также 120 минут штрафа. В сезоне 2012—13 Армиа забросил 19 шайб и 14 сделал результативных передач в 47 играх. Он сыграл ключевую роль в завоевании командой кубка «Канада-малья» после того, как команда из Пори стала четвёртой в регулярном сезоне. В плей-офф Армиа забил три гола при пяти результативных передачах в 16 матчах.
16 июня 2012 года Армиа подписал трёхлетний контракт новичка с «Баффало Сейбрз». Во втором сезоне выступлений в североамериканском хоккее, играя в фарм-клубе «Баффало» Американской хоккейной лиги (АХЛ) — «Рочестер Американс», был вызван в головную команду, и 23 декабря 2014 года состоялся его дебют в НХЛ в матче против «Детройт Ред Уингз». В дальнейшем был тогда возвращён в АХЛ до 11 февраля 2015 года, когда был обменян «Сейбрз», наряду с Тайлером Майерсом, Стэффордом Дрю, Бренданом Лемьё и выбором в первом раунде драфта-2015, в клуб «Виннипег Джетс» вместо Эвандера Кейна, Зака Богосяна и вратаря Джейсона Касдорфа.
30 июня 2018 года был обменян в «Монреаль Канадиенс».  1 марта 2019 года в матче с «Нью-Йорк Рейнджерс» оформил первый хет-трик в карьере, а «Канадиенс» выиграли со счётом 4:0.
27 июля 2021 года подписал с «Канадиенс» новый четырёхлетний контракт.

## Статистика
| Легенда | Легенда                    | Легенда | Легенда                   | Легенда | Легенда    |
| ------- | -------------------------- | ------- | ------------------------- | ------- | ---------- |
| И       | Количество проведённых игр | Штр     | Штрафное время            | +/−     | Плюс-минус |
| Г       | Голы                       | П       | Голевые передачи          | О       | Очки       |
| -       | Статистика неизвестна      | —       | Статистика не учитывалась |         |            |